# Grad (kant)
Ibland används denna term även för flytavfall vid formdelningen av ett formstycke, se skägg (överskottsmaterial)
Grad eller råegg inom metallurgin är en skarp kant (vass upphöjning) som kan uppstå vid bearbetning av ett arbetsstycke, till exempel vid gjutning eller olika typer av skärande bearbetning, som exempelvis klippning, borrning, stansning, gjutning eller filning. Grader är oftast oönskade och processen att avlägsna dessa kallas gradning. Grad benämns också den kant som uppstår vid gravyr, även kallad burr.
Vid gravering av kopparstick avlägsnas graden medan den vid torrnålsgravyr lämnas kvar och därmed ger trycken dess speciella karaktär.
Några skärande metoder för att grada är svarvning, arborrning, borrning, försänkning, fräsning, slipning, polering, bryning, trumling, blästring, filning och skavning.
Det finns även termiska och kemiska metoder vid gradning.
Termisk gradning (termogradning eller TEM-gradning), är en metod som används för att ta bort grader. Denna metod är mycket ovanlig i Sverige. I hela landet finns endast cirka 8 maskiner.[källa behövs]